# バリェス・ウクシダンタル

バリェス・ウクシダンタルの位置

バリェス・ウクシダンタル （Vallès Occidental）は、スペインカタルーニャ州バルセロナ県のコマルカ（郡）。市の規模がほぼ同じであるサバデイとタラサがどちらも郡都となっている。面積585.2平方km、人口815,628人（2005年）。北はバージェス郡、バリェス・ウリアンタル、西はバーシ・リョブレガート、南はバルサルネスと接する。

## バリェス・ウクシダンタルの主な自治体
- サバデイ - 約20万人
- タラサ - 約19万人
- ルビー (スペイン)（Rubí） - 約72,000人
- サン・クガ・デル・バリェース（Sant Cugat del Vallès） - 約70,000人